# Knästorp (småort)
Knästorp är en bebyggelse, belägen utefter länsväg M 108 mellan Lund och Staffanstorp, cirka 1 kilometer söder om Knästorps kyrka i Knästorps socken i Staffanstorps kommun. Från 2015 avgränsar SCB här en småort.